# Giovanni Punto

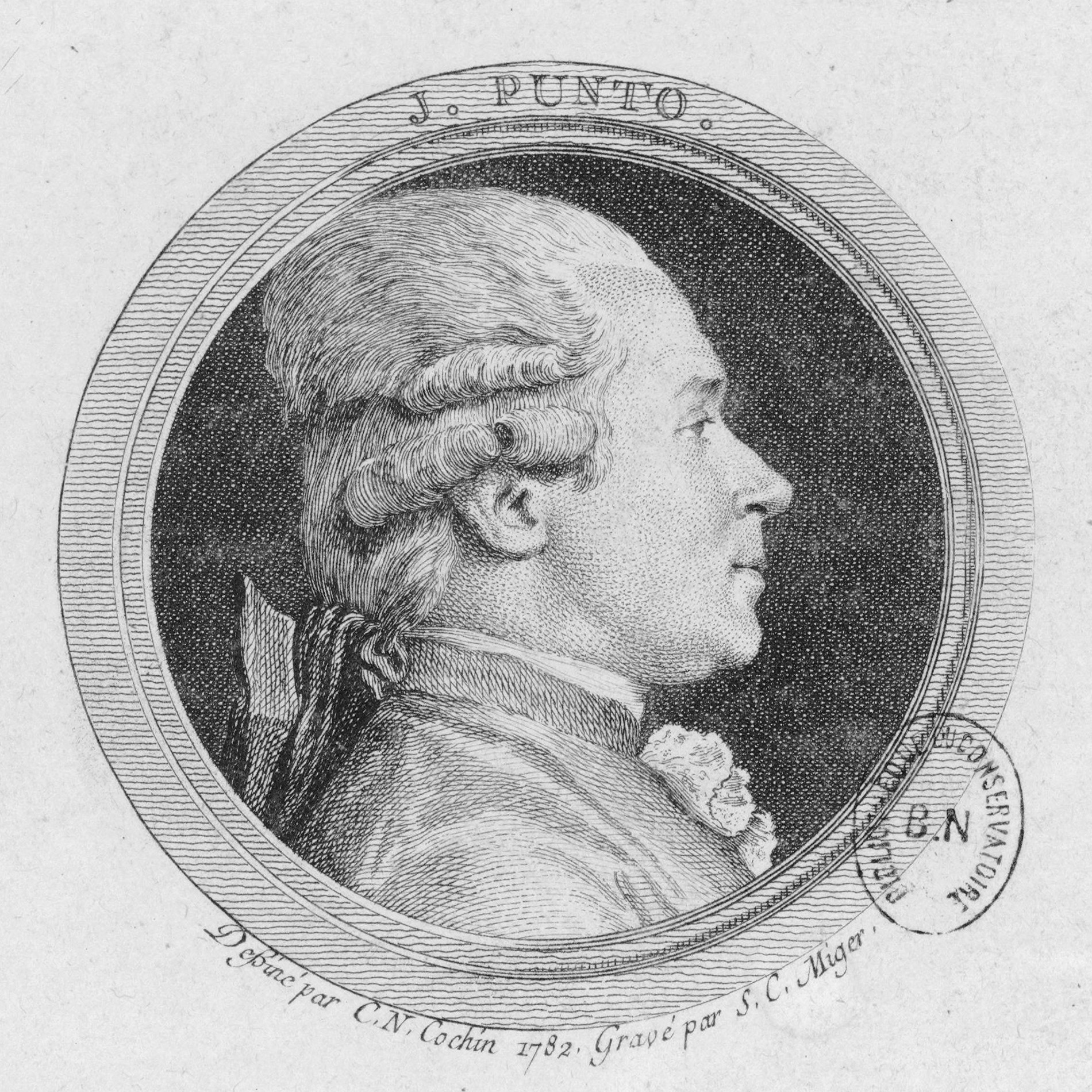
Giovanni Punto

Giovanni Punto, egentligen Johann Wenzel (Jan Václav) Stich, född 28 september 1746 i Sehuschitz, Böhmen, död 16 februari 1803 i Prag, var en tjeckisk valthornist och tonsättare.
Punto konserterade runt om i Europa och var under skräckväldet direktör för en vaudevilleteater i Paris. Ludwig van Beethoven skrev för honom en hornsonat. Punto komponerade hornkonserter och en mängd kompositioner för blås- och stråkinstrument.